# Джахра
Ал-Джахра е едно от 6-те губернаторства (мухафази) на Кувейт. Има площ 11 992 кв. км и население 567 768 жители (по приблизителна оценка от декември 2018 г.). Разделено е на 10 окръга. Съдържа по-голямата част от обработваемата земя в Кувейт.